# 景德镇罗家机场
景德镇罗家机场是一個位於中國江西景德镇的民用機場，位於景德镇以西8公里的羅家附近，属4C级民用机场。

## 历史
原名罗家机场，始建于1959年，1961年通航。1992年实施扩建（一說1987年1月15日起停航擴建）。

## 运营
2006年7月，景德镇机场被北京首都机场集团公司并购，是江西省最后一个被首都机场并购的地方机场。

## 航空公司與航點
2025年夏秋航季（3月30日至10月25日），开通运营航线9条，通航城市8个。
| 航空公司           | 目的地                 |
| ------------------ | ---------------------- |
| 中国国际航空（CA） | 北京/首都、北京/大兴   |
| 山东航空（SC）     | 成都、昆明、青岛、厦门 |
| 深圳航空（ZH）     | 广州、上海/虹桥、深圳  |

## 外部連結
- 江西省机场集团公司（简体中文）